# Анархизам
Анархизам (грч.  — „без владара”) је идеологија и филозофија друштва заснованог на слободи коју не ограничава власт. Анархисти се противе сваком ауторитету и сили и залажу се за апсолутну слободу појединца и самоорганзованих група. Као организован покрет, анархизам се први пут јавља после француске револуције. Први који је себе окарактерисао као анархисту, био је Пјер Жозеф Прудон у 19. веку.
Медији често представљају анархисте као опасне и насилне људе. Ова предрасуда је производ државне пропаганде, пре свега зато што се анархизам залаже за мир и слободу. Многе раднице и радници, научници, познати умјетници, књижевници и музичари су кроз своја дјела пропагирали анархизам.
Анархисти се противе сваком ауторитету и сили и залажу се за апсолутну слободу личности, мада неколико аутора специфичније дефинише да се они залажу за институције базиране на одсуству хијерархије које су слободне асоцијације. Анархизам сматра државу непожељном, сувишном и штетном. Главни став анархизма је да држава кроз своје репресивне органе власти (суд, полиција, војска) доноси више зла него добра и да државу треба укинути. Као организован покрет се први пут јавља после француске револуције. Први је овај покрет систематски образложио Прудон у 19. веку.
Док је антистатизам централан, анархизам подразумева супротстављање ауторитету или хијерархијској организацији у спровођењу свих људских односа, укључујући, мада не и ограничено на, систем државе. Анархизам се обично сматра радикалном идеологијом левог крила, и већи део анархистичке економије и анархистичке правне филозофије одражава анти-ауторитарне интерпретације комунизма, колективизма, синдикализма, мутуализма, или партиципативне економије.
Анархизам не нуди фиксно тело доктрине са јединственом специфичном тачком гледишта, већ има флуктуације и ток сличан филозофији. Постоји мноштво типова и традиција анархизма, све од којих нису узајамно искључиве. Анархистичке школе мишљења се могу фундаментално разликовати, подржавајући све од екстремног индивидуализама до комплетног колективизма. Струје анархизма се често деле у категорије социјалног и индивидуалистичког анархизма или сличне дуалне класификације.

## Корени анархизма
Неке анархистичке идеје се могу пронаћи у далекој прошлости у кинеском таоизму, као и код грчких софиста, циника и стоика. У средњем веку неке анархистичке идеје проналазимо међу богумилима на Балкану, катарима широм Европе, међу припадницима покрета слободног духа (Free Spirit), копачима (diggers) у Енглеској и многим другим јеретичким покретима. Савремени анархизам је настао на темељима световне мисли просветитељства, посебно на темељу списа Жан Жак Русоа и његових тврдњи о томе како у моралном смислу средишњи положај има слобода. Сам израз "анархизам" односно "анархисти" се први пут почео користити године 1642. за време енглеског грађанског рата као погрдни израз који су ројалисти користили за оне који су ширили неред. У доба француске револуције су неки њени учесници, као Енрагéс почели користити тај израз у позитивном смислу, противећи се јакобинској централизацији власти, будући да су израз „револуционарна власт“ сматрали бесмислицом.
У таквој клими је Вилијам Годвин развио оно што многи сматрају првим изразом савремене анархистичке мисли. Годвин је, према Пјотру Кропоткину „први срочио политички и економски концепт анархизма, иако није дао тај назив идејама развијеним у свом делу.“ Годвин се као филозофски анархиста супротстављао револуционарној акцији, и такође је сматрао како је минимална држава у датом тренутку нужно зло, које ће с временом постајати све више занемариво и немоћно захваљујући постепеном ширењу знања. Годвин је заговарао екстреман индивидуализам предлажући да се елиминира сва сарадња у раду. Годвин је сматрао да је свака дискриминација осим оне на темељу способности недопустива.
Први значајнији писац који себе описивао као анархиста био је Пјер Жозеф Прудон, због чега га многи називају оцем савремене анархистичке теорије. Прудон је предложио спонтани поредак, у коме организација настаје без централне власти, односно „позитивну анархију“ где ред настаје „када свако ради што и само што жели“ те „саме пословне активности стварају друштвени поредак.“ Као и Годвин, Прудон се противио насилној револуционарној акцији. За њега је анархија била „облик владавине или устава у којој су јавна и приватна свест, обликована кроз развој науке и права, довољне да очувају ред и гарантују све слободе. У складу с тиме су институције као полиција, превентивне и репресивне методе, формалне власти, порези итд. редуцирани на минимум. То је посебно случај с облицима монархије и интензивне централизације који нестају како би били замењени федералним институцијама и начину живота темељеном на комуни“ Под „комуном“ је Прудон подразумевао локалну самоуправу, односно општину.

## Школе

### Мутуализам
Мутуализам се развио у енглеском и француском радничком покрету 18. века пре него што је добио анархистички облик који се повезује с Прудоном у Француској и другим мислиоцима у САД. Прудонове идеје је Чарлс А. Дана представио индивидуалистичким анархистима у САД као што су Бенџамин Такер и Вилијам Бачелдер Грин.
„Мутуалистички анархизам се бави узајамношћу, слободним удруживањем, добровољни уговорима, федерацијама те кредитним и валутним реформама. Према Грину, у мутуалистичком систему ће сваки радник примити „правичну и исправну плату за свој рад; услуге еквивалентне цени рада се могу добијати за цену рада еквивалентну услузи, без профита или попуста.“ Мутуализам се касније окарактерисан као идеолошки између индивидуалистичког и колективистичког облика анархизма.

### Индивидуалистички анархизам
Индивидуалистички анархизам обухвата неколико традиција које држе да "појединачна савест и испуњавање властитог интереса не сме бити спутано било каквим колективним телом и јавном влашћу." Индивидуалистички анархизам подржава постојање приватног власништва, за разлику од социјалног /социјалистичког/колективистичког правца који заговара заједничко власништво. Индивидуалистички анархизам су подстицали појединци као што су Вилијам Годвин, Хенри Дејвид Торо, Џосаја Ворен и Мари Ротбард.
Један од најстаријих и најпознатијих заговорника индивидуалистичког анархизнма је Макс Штирнер, који је написао Појединац и његово власништво (1844), темељни текст филозофије индивидуалистичког анархизма. Штирнерова филозофија је "егоистички" облик индивидуалистичког анархизма према којем ограничења права појединца представљају једино његова моћ да добије оно што он жели, не обазирући се на Бога, државу или морална правила. За Штирнера су правила „јарам ума“, и он је држао како друштво не постоји, односно „да су појединци властита стварност“ - он је подржавао власништво на темељу физичке снаге уместо на темељу моралног права. Штирнер је проповедао самоизражајност и предвидео „удружења егоиста“" где људе спаја међусобно поштовање према безобзирности.
Нешто мање радикални облик индивидуалистичког анархизма су заговарали Бостонски анархисти, односно група америчких индивидуалиста који су подржавали приватно власништво с којим се могло располагати на слободном тржишту. Они су се залагали за заштиту слободе и имовине од стране приватних уговорних страна, те размену рада за плату. Они нису имали проблема с концептом у коме „један човек упошљава другог“" или да с њиме „управља“, у својем раду, али су захтевали да „све природне могућности потребне за производњу богатства буду доступне свима под једнаким условима, те да монополи који произлазе из посебних привилегија на основу закона буду укинути“. Они су веровали да државни монополски капитализам (дефинисан као од државе спонзорирани монопол) спречава да рад буде правично награђен.
Амерички индивидуалисти су се касније почели разликовати по разним питањима, укључујући права на основу интелектуалног власништва односно примата поседа над власништвом на некретнинама. Највећи раскол се догодио крајем 19. века када Бенџамин Такнер и други индивидуалисти напуштају концепт природних права и прихватају „егоизам“ по узору на Штирнерову филозофију. Неки од "Бостонских анархиста", попут Такера, су се изјашњавали као „социјалисти“ - иако је тај појам имао далеко шире значење него данас, односно означавао преданост решавању „проблема рада“ путем радикалне економске реформе.
На прелазу у 20. век пролази зенит индивидуалистичког анархизма, иако су га оживели Мари Ротбард и анархо-капиталисти у 20. веку као део ширег либертаријанског покрета.

### Социјални анархизам
Социјални анархизам обухвата једну од две широке категорије анархизма, односно анархизам супротстављен индивидуалистичком анархизму. Израз социјални анархизам се често користи како би се идентификовали комунитаријански облици анархизма који наглашавају кооперацију и међусобну помоћ. Социјални анархизам укључује анархо-колективизам, анархо-комунизам, либертаријански социјализам, анархо-синдикализам, социјалну екологију, а понекад и мутуализам.

#### Колективистички анархизам
Колективистички анархизам (који се дефинише као специфична школа коју се не сме мешати са колективистичким или комунитаријанским анархизмом) је револуционарни облик анархизма који се често повезује са Михаилом Бакуњином и с Јоханом Мостом. За разлику од мутуалиста, колективистички анархисти се супротстављају свим облицима приватног власништва над средствима за производњу, те сматрају да власништво мора бити колективизирано. Тај процес би требало да покрене мала кохезивна елита кроз акте насиља или "проганду делом", која би требало да надахне раднике да се побуне и присилно колективизују средства за производњу. Међутим, колективизација не би требало да се односити на расподелу прихода, односно радници би требало да буду плаћени према времену рада, уместо да им се роба дистрибуира „према потреби“ као у анархо-комунизму. Иако су се колективистички анархисти залагали за накнаду за рад, неки су дозвољавали могућности пост-револуционарне транзиције на комунистички систем расподеле према потребама. Колективистички анархизам се развио истовремено с марксизмом, али је одбацивао марксистичку диктатуру пролетаријата, упркос томе што је с марксизмом делио циљ стварања колективистичког друштва без државе.

#### Анархистички комунизам
Анархистички комунисти се залажу да се друштво организује у неколико самоуправних комуна с колективним власништвом над средствима за производњу и директном демократијом као политичким обликом организације, а што би кроз федерацију с другим комунама требало да буде најслободнији облик друштвене организација. Неки анархистички комунисти се, с друге стране, супротстављају већинском одлучивању у директној демократији, сматрајући како оно спутава појединачне слободе, те се уместо тога залажу за консензуалну демократију. У анархистичком комунизму појединци не би примали накнаду за непосредан рад (кроз расподелу добити или плаћање), али би уместо тога имали бесплатни приступ ресурсима и производном вишку комуне. Према анархистичким комунистима као што су Пјотр Кропоткин и, касније, Мари Букчин, чланови таквог друштва би спонтано вршили сав потребан рад, јер би препознали предности заједничког подухвата и узајамне помоћи. Кропоткин је веровао да је приватно власништво један од узрока угњетавања и израбљивање те позивао на његово укидање, заговарајући уместо тога увођење заједничког власништва.
Статус анархистичког комунизма у оквиру анархизма је предмет спора, јер га, на пример, већина индивидуалистичких анархиста сматра неспојивим с идеалом слободе. Неки анархо-синдикалисти, као што је шпански синдикат ЦНТ, сматрали су управо стварање анархо-комунистичког друштва као свој циљ. Платформизам је, пак анархистичка комунистичка тенденција у традицији Нестора Мана који се залагао за „виталну потребу за организацијом која би, након привлачења већине учесника у анархистички покрет, успоставила заједничку тактичку и политичку линију анархизма и тако служила као водич за цели покрет.“ Неки облици анархистичког комунизма су, пак, јако егоистични у својој природи, односно под утицајем радикалне индивидуалистичке филозофије, те верују како анархо-комунизам не захтева комунитаријанску природу; пример за то је анархистичка комунисткиња Ема Голдман која је била под утицајем Макса Штирнер и Кропоткина, те је њихове филозофије синтетисала у своју.

#### Анархо-синдикализам
Анархосиндикализам је настао као посебна школа анархизма почетком 20. века. С већим фокусом раднички покрет него претходним облици анархизма, синдикализам види радикалне синдикате као потенцијалну снагу револуционарне друштвене промене, односно замене капитализма и државе с новим друштвом, демократски самоуправљаним од стране радника. Анархосиндикалисти траже да се укине систем надница и приватно власништво над средствима за производњу, с обзиром да верују да је оно узрок подела на класе. Важна начела синдикализма укључују радничку солидарност, директну акцију (као што су генерални штрајк и рекуперације радног места), односно радничко самоуправљање. Анархосиндикализам и други облици анархизам нису међусобно искључиви: анархосиндикалисти су често прихваћали комунистичке или колективистичке анархистичке економске системе. Његови заговорници су истицали радне организације као средство за ударање темеља нехијерархијског анархистичког друштва унутар тренутног система, односно средство за друштвену револуцију.
Једним од оснивача анархосиндикализма се сматра Рудолф Рокер који је корене покрета, његове циљеве и будућност објаснио у свом памфлету из 1938. године под називом Anarchosyndicalism. Иако се анархосиндикализам данас чешће повезује с радничком борбом на почетку 20. века (поготово у Француској и Шпанији), многе синдикалистичке организације дан-данас постоје те су повезане у Међународно радничко удружење, које укључује САЦ у Шведској, УСИ у Италији и ЦНТ у Шпанији.

### Савремене школе (од 1960-их до данас)
Анархизам се наставља стварањем мноштва еклектичких и синкретичко синкретичких филозофија и покрета; откако је дошло ренесансе анархизам у САД и другим западним земљама 1960-их година, развиле су се бројне нове струје и покрети. Тако се анархокапитализам развио из радикалног против-етатистичког либертаријанства као препорођени облик индивидуалистичког анархизма, док је процват феминистички и зелених покрета довео и до њихових анархистичких варијанти. Пост-лева анархија је, пак, струја у анархизму која настоји да се дистанцира од традиционалне љевице и тако избегне општа ограничења идеологије. Пост-левичари настоје да докажу да је анархизам ослабио због своје дуге везаности уз „леве“ покрете, односно покрете везане уз једно питање, те позива на синтезу анархистичке мисли те стварање анти-ауторитарног револуционарног покрета изван левичарског миљеа. Пост-анархизам је пак покрет у теорији према синтези класичне анархистике теорије и пост-структуралистичке мисли коју је развио Саул Њуман, а уз њега су везани мислиоци као Тод Меј, Жил Делез и Феликс Гватари. Она црпи инспирацију из широког распона идеја, укључујући аутономизам, пост-лева анархију, ситуационизам, постколонијализам и запатизам. Још један недавни облик анархизам који критикује формалне анархистичке покрете је инсурекционарни анархизам који заговара неформалне организације и активни отпор држави; међу његове заговорнике улазе Фавн Ферал и Алфредо М. Бонано.

#### Анархокапитализам
Анархокапитализам ( или „анархизам слободног тржишта“) се „темељи на веровању у слободу располагања приватним власништвом, неприхваћању било којег облика државне власти или интервенције, те држања компетитивног слободног тржишта као главног механизма за социјалне интеракције“. С обзиром на анти-капиталистичку природу већине анархистичких идеја, статус анархокапитализма унутар анархизма је предмет спора, поготово у случају анархокомуниста. Анархо-капиталисти разликују капитализам слободног тржишта - темељеног на мирној добровољној размени- од „државног капитализма“, који Мари Ротбард дефинише као завереничко орташтво између великих пословних субјеката и владе која користи присиле како би сузбила слободно тржиште. Без обзира да ли као темељ користи природно право или утилитаристичке формулације, анархо-капитализам има теорију легитимитета која подржава приватно власништво све док је оно производ рада, размене или дара. У анархо-капиталистичком друштву, према мишљењу његових заговорника, добровољни тржишту процеси би резултирали у деловању социјалних институција као што су полиција, обрану и инфраструктура кроз такмичење конкурентних предузећа, добротворних организација и грађанских удружења која би преузела функцију државе. У Ротбардовом анархокапитализму, закони (начело неагресије) се проводе кроз тржиште, али не и стварају од тржишта, док је према утилитаристичким идејама Давида Д. Фридмана право производ тржишта.
Док је појам "анархокапитализам" сковао Ротбард, а у употребу ушао 1960-их у у Америци, неки историчари, укључујући и самог Ротбарда, корене анархокапиталистичке мисли проналазе у средини 19. века, односно теоретичарима тржишта као што је Густав де Молинари. Анархокапитализам је примао утицај из протржишних теоретичара као што су Молинари, Фредерик Бастија и Роберт Нозик, као и америчких индивидуалистичких филозофа као што су Бенџамин Такер и Лисандр Спунер. Иако се сматра обликом индивидуалистичког анархизма, он се разликује од индивидуализма "Бостонски анархиста" 19. века у свом одбацивању радне теорије вредности (и њене нормативне импликације) у корист неокласичних или аустријских маргиналистичких погледа. Анархокапиталистичке идеје су допринели развоју агоризма, аутархизма и криптоанархизма.

#### Анархофеминизам
Анархофеминизам се дефинише као синтеза радикалног феминизма и анархизма која патријархат (мушку доминације над женама) види као темељно испољавање ненамерне хијерахије којој су анархисти супротстављени. Анархофеминизам су инспирисали списи раних феминистичких писаца с краја 19. века као што су Луси Парсонс, Ема Голдман и Волтарина де Клер. Анархофеминисткиње се, као и друге радикалне феминисткиње, критикују и залажу се за укидање традиционалног концепта породице, образовања и родних улога. Многе анархофеминисткиње су посебно критичне према институцији брака. На пример, Ема Голдман је тврдила да је брак искључиво економски споразум и да „... [жена] плаћа за то са својим именом, приватношћу, самопоштовањем, а на крају и властитим животом.“ Анархофеминисткиње патријархат сматрају темељним проблемом друштва и верују да је феминистичка борба против сексизма и патријархата суштинска компонента анархистичке борбе против државе и капитализма. Л. Сузан Браун је изразила мишљење да је „анархизам као политичка филозофија која се супротставља свим односима темељеним на моћи, по природи феминистичка“. Било је још неколико мушких анархофеминиста, као што је анархокомуниста Жозеф Дежак који се супротстављао Прудоновим антифеминистичким погледима.

#### Зелени анархизам
Зелени анархизам је школа анархизма која нагласак ставља на питања животне средине. Анархо-примитивизам је облик зеленог анархизам који верује да цивилизација и технологија неизбјежно доводе до неједнакости, да су неспојиве с анархизмом те да морају бити укинути. Анархо-примитивисти често критизирају традиционални анархизам због потпоре цивилизацији и технологији за које верују да су у својој природи темељени на доминацији и експлоатацији. Уместо тога се залажу за рестаурацију или поновно стварање природног окружења. Сви зелени анархисти нису примитивисти. Иако неки зелени анархисти снажно критикују технологију, не одбацују је у потпуности. Они се, зависно од тога да ли верују да технологија може бити зелена и одржавати анархистичко друштво, називају техно-позитивним и техно-негативним зеленим анархистима. Непримитивистички зелени анархисти, као што је антрополог Брајан Морис, често инспирацију проналазе у концепту социјалне екологије Марија Букчина.

#### Квир анархизам
Квир анархизам је анархистичка школа мишљења која заговара анархизам и социјалну револуцију као средство квир ослобађања и укидања хомофобије, лезбофобије, трансмизогиније, бифобије, трансфобије, хетеронормативности, патријархата и родне бинарности. Међу људима који су се залагали за ЛГБТ права и изван и унутар анархистичких и ЛГБТ покрета су Џон Хенри Мекеј, Адолф Бренд и Даниел Гуерин . Индивидуалистички анархиста Адолф Бранд објавио је Der Eigene од 1896. до 1932. године у Берлину, први континуирани часопис посвећен проблемима хомосексуалаца.

### Анархизам без придева
„Анархизам без придјева“ је, по речима историчара Џорџа Ричарда Есенвејна, појам који „се односи на један неодређен облик анархизма, односно доктрину без иједне квалифицирајуће етикете као што је комунистички, колективистички, мутуалистички или индивидуалистичка. По другој дефиницији то је једноставно понашање које се своди на међусобну толеранцију различитих анархистичких школа“. „Анархизам без придјева“ истиче склад међу различитим анархистичким фракцијама и покушава их ујединити око њихових заједничких анти-ауторитарних веровања. Израз је први користио Фернандо Тарида дел Мармол као позив на помирење, након што су га узнемириле „горке расправе“ међу различитим анархистичких покретима. Волтарина Де Клер, Ерико Малатеста и Фред Вудворт су били присташе такве идеје.

## Анархизам као друштвени покрет
Анархизам је као друштвени покрет редовно флуктуисао у својој популарности. Већина научника као његов класични период одређује године између 1860. и 1939. Анархизам се најчешће повезује с радничким покретом у 19. веку као и Шпанским грађанским ратом.

### Прва Интернационала
Након пропасти револуција 1848. године различите револуционарне струје - укључујући француске следбенике Прудона, Бланкисте, Филаделфе, енглеске синдикалце и социјалисте - су се удружиле у Међународно радничко удружење (касније познато као „Прва интернационала“). Захваљујући везама с активним радничким покретима, Интернационала је постала значајном организацијом. Карл Маркс је постао водећа личност Интернационале и члан њеног Општег савета. Прудонови следбеници, мутуалисти, опирали су се Марксовом државном социјализму, заговарајући политичку апстиненцију и мала имања. Године 1868. након неуспешног суделовања Лиге за мир и слободу, Михаил Бакуњин и његови сљедбеници су се прикључили Првој интернационали. Повезали су се анти-ауторитарним социјалистичким секцијама Интернационале које су заговарале збацивање државе и колективизацију власништва. Из почетка су колективисти сарађивали с марксистима како би Прву интернационалу повукли у смеру револуционарног социјализма. Након тога је Интернационала постала подељена на два крила, на чијим су челима били Маркс и Бакуњин. Бакуњин је Марксове идеје сматрао ауторитарним и предвидео да ће марксистичка странка, када дође на власт, од својих вођа направити исту онакву владајућу класу против које се борила. Године 1872. је сукоб доживео климакс са расколом две групе на Хашком конгресу, где су Бакуњин и Џејмс Гијом избачени из Интернационале. Као одговор на то, анти-ауторитарна секција је створиле властиту Интернационалу на Конгресу у Ст. Имјеру, усвојивши револуционарни анархистички програм.

### Анархизам и раднички покрет
Анархисти су од друге половине 19. века настојали на своју страну довести раднички покрет у свету. Први пример су дале анти-ауторитарне, односно анархистичке секције при Првој Интернационали, са својим залагањем да се „привилегије и ауторитет државе“ замени са „слободном и спонтаном организацијом рада“.
Анархистичке идеје су постепено продирале у раднички покрет, али и међу његове теоретичаре, који су у анархистичким синдикатима видели снагу која ће срушити капиталистички систем. С временом су се почели стварати први анархистички синдикати. Тако је године 1881. створена Шпанска радничка федерација, а 1910. ће се створити Национална конфедерација рада, вероватно најпознатији и најуспјешнији анархистички синдикат у историји. Тај и други анархистички синдикати су се 1922. удружили и у данас постојеће Међународно радничко удружење (IWA) које се сматра анархистичким наследником Прве интернационале.
Анархизам, међутим, није постао доминантна струја у радничком покрету, а што је поготово био случај у најразвијенијим западним државама. Разлози су пре свега у томе што је радикално одбацивање постојећег поретка било најпривлачније припадницима радничке класе у најсиромашнијим и земљама с најоштријим класним разликама. У развијенијим државама, где су класне разлике биле ублажене постојањем средње класе односно релативним благостањем, раднички синдикати су више били заинтересовани за постепено побољшање социјалног стања својих чланова, а за то је као идеологија био погоднији социјализам, а касније и социјалдемократија. Анархизам је, такође, захваљујући склоности неких анархиста да кроз пропаганду делом врше насиље, стекао негативну репутацију која се одразила и на његову популарност код радника.
Упркос томе, управо се анархистима који су 1888. године суделовали у чикашком инциденту познатом као афера Хејмаркет приписује то што се данас широм света слави Први мај као празник рада.
Однос према организованом радништву је, с друге стране, био предмет расправа и међу самим анархистима о чему сведочи Међународни анархистички конгрес у Амстердаму који се одржао 1907. године. На том је конгресу главна тема био управо однос анархизма и синдикализма. Неки од најпознатији учесника су се сукобили о том питању. Пјер Монате је сматрао како је синдикализам по својој природи револуционаран те да ће створити услове за социјалну револуцију. Насупрот њему је Ерико Малатеста тврдио да су синдикати његовог времена реформистички а да с временом могу постати чак и конзервативни. Заједно са Кристијаном Корнелисеном је спомињао пример америчких синдиката који су дискриминисали неквалификоване у корист квалификованих радника.

### Руска револуција
С обзиром на снажну анти-ауторитарну традицију анархизам се у царској Русији развио као најрадикалнији облик отпора самодржављу. Многи анархисти су због тога здушно пригрлили Фебруарску револуцију, а потом и Октобарску револуцију која је збацила ранији поредак. Покушаји анархиста да, користећи револуционарно врење и хаос, неке од својих идеја спроведу у делу, обично нису имали успеха. Највише се одржала махновшчина у Украјини чији је вођа Нестор Махно повремено сарађивао с бољшевицима за време грађанског рата.
Анархисти, а поготово анархо-комунисти, из почетка су сарађивали с бољшевицима, али су се временом с њима сукобили због све ауторитарнијих метода бољшевичке владавине. Као пример се наводе анархо-комунисти Ема Голдман и Александар Беркман који су због своје критике новог система протерани из Совјетске Русије, да под паролом очувања револуције уводе све ауторитарније методе власти. Део анархиста у самој Русији се покушао обрачунати с бољшевицима, али ти покушаји, од којих је најпознатији Кронштатски устанак, нису дали плода, те је бољшевичка власт консолидована.
Епилог руске револуције је Голдмановој и другим анархистичким теоретичарима послужио као потврда Бакуњинове тезе о томе да ће марксистичка диктатура пролетаријата само једну владајућу класу заменити другом. Међутим, по сам анархизам се бољшевички успех обарања капитализма показао погубним. Најрадикалнији делови радничке класе су, вођени руским примером, одбацили анархизам и прикључили се комунистичкој идеологији.

### Борба против фашизма
Када се 1920-их у Европи појавио фашизам као идеологија која државу ставља испред свега осталог, управо су анархисти били њени најватренији противници. У неким европским земљама, поготово онима са снажном анархистичком традицијом, анархисти су учествовали у најмилитантнијим облицима борбе против фашизма, укључујући оружану. Тако је у Италији почетком 1920-их најјачи отпор фашистима приликом доласка на власт пружила паравојна организација Arditi del Popolo у којој су учествовали многи анархисти.
Најпознатији, али и најконтроверзнији, пример анархиста-антифашиста пружа Шпанија за време грађанског рата. Анархисти су пред рат помогли долазак на власт леве владе Народног фронта, а након десничарске побуне генерала Франка се истакли у пружању отпора побуњеницима. Међутим, избијање рата су анархисти у Каталонији и неким другим деловима Шпаније искористили и као прилику да спроведу неке од својих идеја у дело, укључујући масовну колективизацију подузећа и земље. Тај покрет, који се понекад назива Шпанском револуцијом изазвао је раскол, а потом и оружане сукобе међу присташама легалне владе те битно допринео победи Франка, а самим тиме и јачању снага фашизма непосредно пред избијање Другог светског рата. Због тога је анархизам био дуго година дискредитиран као антифашистички покрет, да би се својеврсна рехабилитација у том смислу могла забељежити тек са завршетком Хладног рата и идеолошки неоптерећеним преиспитивањем догађаја у међуратној Европи.

## Интерна питања и дебате
Анархизам је филозофија која утеловљује многе различите ставове, тенденције и школе мишљења, те су честа неслагања око питања која се тичу анархистичких вредности, тактика и идеологије. Неки од спорова се тичу компатибилности капитализма, национализма и религије с анархизмом, што су идеје које оспорава велики број анархиста. Слично томе, анархизам има сложен однос с идеологијама попут марксизма, комунизма и анархокапитализма. Анархисти, пак, у прихватању анархистичке идеологије могу бити мотивисани хуманизмом, божански божанским ауторитетом, просвећеним властитим интересом и бројним другим алтернативним етичким доктринама.
Феномени као што су цивилизација, технологија (нпр. унутар анархо-примитивизма и инсурекционарног анархизма), и демократски процес су предмет оштре критике међу једним, док а хваљене међу другим анархистичким струјама. Анархистички ставови према питањима расе, рода и животне средине су се такође мењали кроз године.
На тактичком нивоу је пак у 19. веку доминирала Пропаганда делом (поготово код нихилистичког покрета), док савремени анархисти претежно преферирају алтернативне методе као што су ненасиље, контра-економија и против-државна криптографија, а које би требало да доведу до анархистичког друштва. Разноликост анархистичких идеја је, пак довела до тога да се бројни анархистички изрази различито тумаче и имају различито значење у разним анархистичким традицијама.

## Модерни анархизам
Анархизам се у другој половини 19. века профилисао као кохерентна теорија са системским, развијеним програмом захваљујући појави “велике четворке”: Немца Макса Штирнера (1806—1856), Француза Пјера Прудона (1809—1865), и двојице Руса Михаила Бакуњина (1814—1876) и Петра Кропоткина (1842—1921). Рођен у атмосфери њемачке романтичарске филозофије, Штирнеров анархизам је представљао екстреман облик индивидуализма или егоизма, постављао је појединца изнад свега осталог - државе, закона или дужности. Прудон је прва особа која је самог себе назвала анархистом, а његове теорије мутуализма и федерализма имале су изузетан утицај на раст анархизма у радничкој класи. Критиковао је постојање власништва, али се у политичкој пракси није залагао за укидање приватног власништва. Пред крај живота је ревидирао своје идеје и прихватио критику својих ставова коју је произвео Карл Маркс. Бакуњин, централна фигура у развоју модерног анархистичког активизма, први преводилац Марксовог „Капитала“ на руски језик, и велики Марксов противник у Првој интернационали, наглашавао је улогу колектива, масовне побуне и спонтаног револта у стварању слободног и бескласног друштва. Кропоткин је обликовао софистицирану анархистичку анализу стварајући анархокомунизам - који је постао једна од најраширенијих теорија међу анархистима, и који данас, скупа са једним од својих појавних облика, анархосиндикализмом, представља најбројнији и најорганизованији део анархистичког покрета.
У последње време, са друге стране, значајан је и раст анархо-капиталистичке идеје.

## Важнији анархисти
- Пјер Жозеф Прудон
- Михаил Бакуњин
- Петар Кропоткин
- Макс Штирнер
- Лав Толстој
- Лујза Мишел
- Ема Голдман
- Александар Беркман
- Буенавентура Дурути
- Ерико Малатеста
- Нестор Махно
- Мари Букчин
- Хаким Беј
- Боб Блек

## Врсте анархизма
- Анархокомунизам
- Анархо-капитализам
- Анархосиндикализам
- Анархоиндивидуализам
- Анархопримитивизам
- Анархопацифизам
- Анархофеминизам
- Хришћански анархизам
- Еко-анархизам
- Анархофашизам
- Квир анархизам